# كبريتات القصدير الثنائي
 كبريتات القصدير الثنائي  مركب كيميائي له الصيغة SnSO4، ويكون على شكل بلورات بيضاء مصفرة.

## التحضير
يحضر مركب كبريتات القصدير الثنائي من تفاعل كبريتات النحاس الثنائي مع ملغمة القصدير 
CuSO4 + Sn (Hg) → SnSO4 + Cu

## الخواص
- مركب كبريتات القصدير الثنائي منحل بشكل جيد في الماء، كما أن بلوراته تتسيل بالتماس مع الهواء. انحلالية المركب تتناقص مع ارتفاع درجة الحرارة، وذلك بخلاف أغلب الأملاح الأخرى. ينحل المركب أيضاً في حمض الكبريتيك الممدد.
- يتفكك المركب بالتسخين فوق 360°س إلى أكسيد القصدير الثنائي وغاز ثنائي أكسيد الكبريت

SnSO4 –Δ→ SnO2 + SO2

## الاستخدامات
- يستخدم المركب في الطلي بالقصدير ضمن الخلايا الغلفانية.
- يستخدم في مجال الإنشاءات الهندسية كعامل مساعد من أجل تخفيض نسبة الكرومات في الاسمنت [3][4]